# Tokugawa Hidetada
Tokugawa Hidetada (徳川 秀忠?   2 de mayo de 1579 - 14 de marzo de 1632) fue el segundo shōgun Tokugawa, que gobernó desde 1605 hasta su abdicación en 1623. Fue el tercer hijo de Tokugawa Ieyasu. Tuvo una participación importante junto con su padre en la batalla de Sekigahara y tomó las riendas de Japón en 1605, cuando su padre Ieyasu abdicó.

## Juventud (1579–1593)
Aunque su fecha exacta es desconocida, Tokugawa Hidetada, nació de la relación de Tokugawa Ieyasu y una de sus consortes en 1579. Poco después la madrastra de Hidetada (es decir, la esposa oficial de Ieyasu) y su medio hermano Tokugawa Nobuyasu fueron ejecutados por sospecha de complot junto con Takeda Shingen para asesinar a Oda Nobunaga. Al ejecutar a su esposa junto con sus supuestos cómplices, Ieyasu declara abiertamente su posición en el conflicto existente entre los clanes Oda - bajo las órdenes de Oda Nobunaga; y Takeda - dirigido por Takeda Shingen.  
El territorio en donde se desplegaba el mayor poder del clan Tokugawa era Mikawa. En 1590, el nuevo regidor de Japón, Toyotomi Hideyoshi dirigió a Tokugawa Ieyasu atacando los dominios del clan Hōjō, en lo que llegaría a conocerse como el Sitio de Odawara (1590). Hideyoshi enroló a Ieyasu en dicha campaña prometiéndole intercambiarle las cinco provincias que estaban bajo su control por un territorio más vasto que incluía las ocho provincias de Kantō y la ciudad de Edo. Teniendo en cuenta que los clanes Hōjō y Tokugawa tenían buenas relaciones, y para evitar que Ieyasu desertara, Hideyoshi toma como rehén a Nagamaru, hijo de Ieyasu de tan solo once años de edad. En 1592 Hideyoshi preside la ceremonia en que Nagamaru proclama su mayoría de edad cambiando su nombre de infancia por el de Hidetada. Después de esto es nombrado heredero de la familia Tokugawa, llegando a ser el hijo mayor de Ieyasu, y su favorito (debido a que su antiguo hijo mayor había sido asesinado). En 1593, Hidetada retorna al lado de su padre.